# زنبق ميشو
زنبق ميشو نوع نباتي ينتمي إلى جنس الزنبق من الفصيلة الزنبقية. سمي النبات على اسم عالم النبات الفرنسي أندريه ميشو، الذي سافر وأجرى أبحاثًا مكثفة في جميع أنحاء الجنوب الشرقي من أمريكا.

## البيئة والانتشار
موطنه جنوب شرق الولايات المتحدة.